# Андроников, Реваз Иванович
Князь Реваз Ива́нович Андро́ников (1814 или 1818—1878) — генерал-лейтенант, генерал-адъютант, участник Кавказских походов.
Родился в 1814 году (по другим данным — в 1818 году), происходил из грузинских князей, сын поручика Ивана Соломоновича Андроникова. Образование получил в 1-м кадетском корпусе.
В военную службу вступил 7 февраля 1834 года прапорщиком в Самогитский гренадерский полк и в 1836 году произведён в подпоручики. Ещё через год Андроников получил чин поручика, а в 1839 году с производством в штабс-капитаны был прикомандирован к лейб-гвардии Финляндскому полку. В 1840 году он был переведён в этот полк с чином поручика гвардии и в 1843 году произведён в гвардейские штабс-капитаны.
В 1845 году Андроников был командирован на Кавказ, состоял адъютантом при князе Воронцове и принял участие в неудачной Даргинской экспедиции. После этого он был произведён в капитаны и награждён орденом св. Анны 3-й степени с бантом. Продолжал службу на Кавказе, неоднократно бывал в походах против горцев, в 1847 году за отличие получил орден св. Владимира 4-й степени с бантом. В 1848 году Андроников был произведён в полковники, в следующем году назначен командиром Тифлисского гренадерского полка. В 1850 году награждён орденом св. Анны 2-й степени, а в 1852 году получил императорскую корону к этому ордену.
С началом Восточной войны он принял участие в первых сражениях с турками и за отличие получил чин генерал-майора (со старшинством от 25 августа 1853 года). После Башкадыкларского сражения Андроников был отправлен на Северный Кавказ, где сражался с лезгинами.
26 ноября 1855 года Андроников за беспорочную выслугу 25 лет в офицерских чинах был награждён орденом св. Георгия 4-й степени (№ 9638 по кавалерскому списку Григоровича — Степанова).
С 1856 года командовал 2-й бригадой Кавказской гренадерской дивизии, а с 1858 года командовал Лезгинской кордонной линией. В том же 1858 году за отличия в кампании предыдущего года получил орден св. Станислава 1-й степени с мечами.
28 января 1860 года получил чин генерал-лейтенанта с зачислением по запасным войскам и назначен состоять для особых поручений при главнокомандующем Кавказской армией. Принимал участие в проведении крестьянской реформы 1861 года на Кавказе, был Тифлисским губернским предводителем дворянства.
В 1863 году награждён орденом св. Анны 1-й степени с мечами, в 1864 году — орденом св. Владимира 2-й степени с мечами и в 1867 году — орденом Белого орла.
С 1865 года был окружным инспектором госпиталей Кавказского военного округа. 21 сентября 1871 года назначен генерал-адъютантом.
Во время русско-турецкой войны 1877 года князь Андроников заведовал всей госпитальной службой действующей на Кавказе армии.
Скончался 27 января 1878 года.
Князь Андроников был женат на дочери генерала от артиллерии А. Х. Эйлера Нине Александровне.